# Sachs Bikes

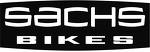
Das Logo der Marke Sachs Bikes

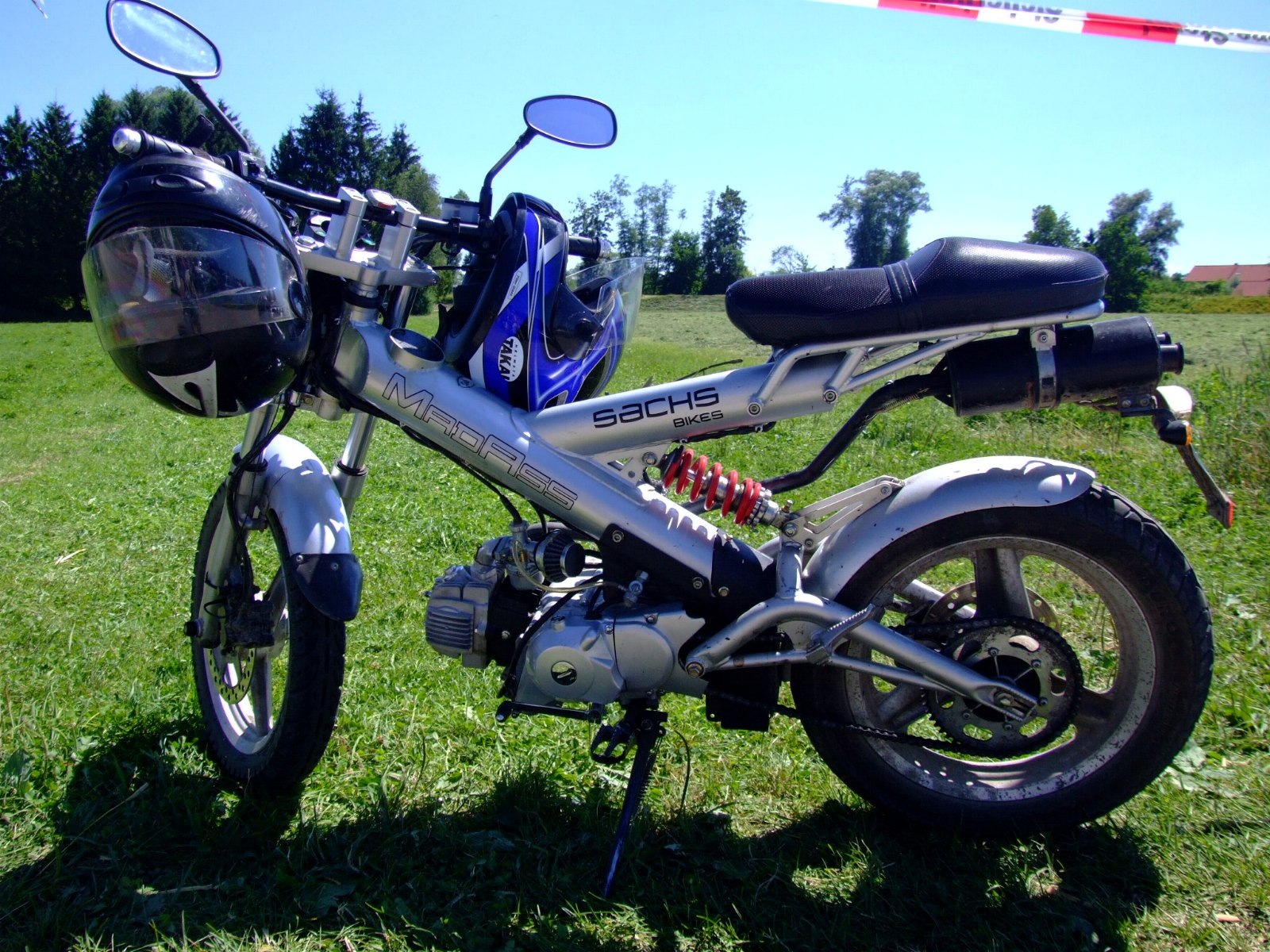
Sachs Bikes MadAss

Sachs Bikes ist eine deutsche Motorradmarke des Nürnberger Unternehmens SFM GmbH (vormals Sachs Fahrzeug- und Motorentechnik GmbH).

## Geschichte

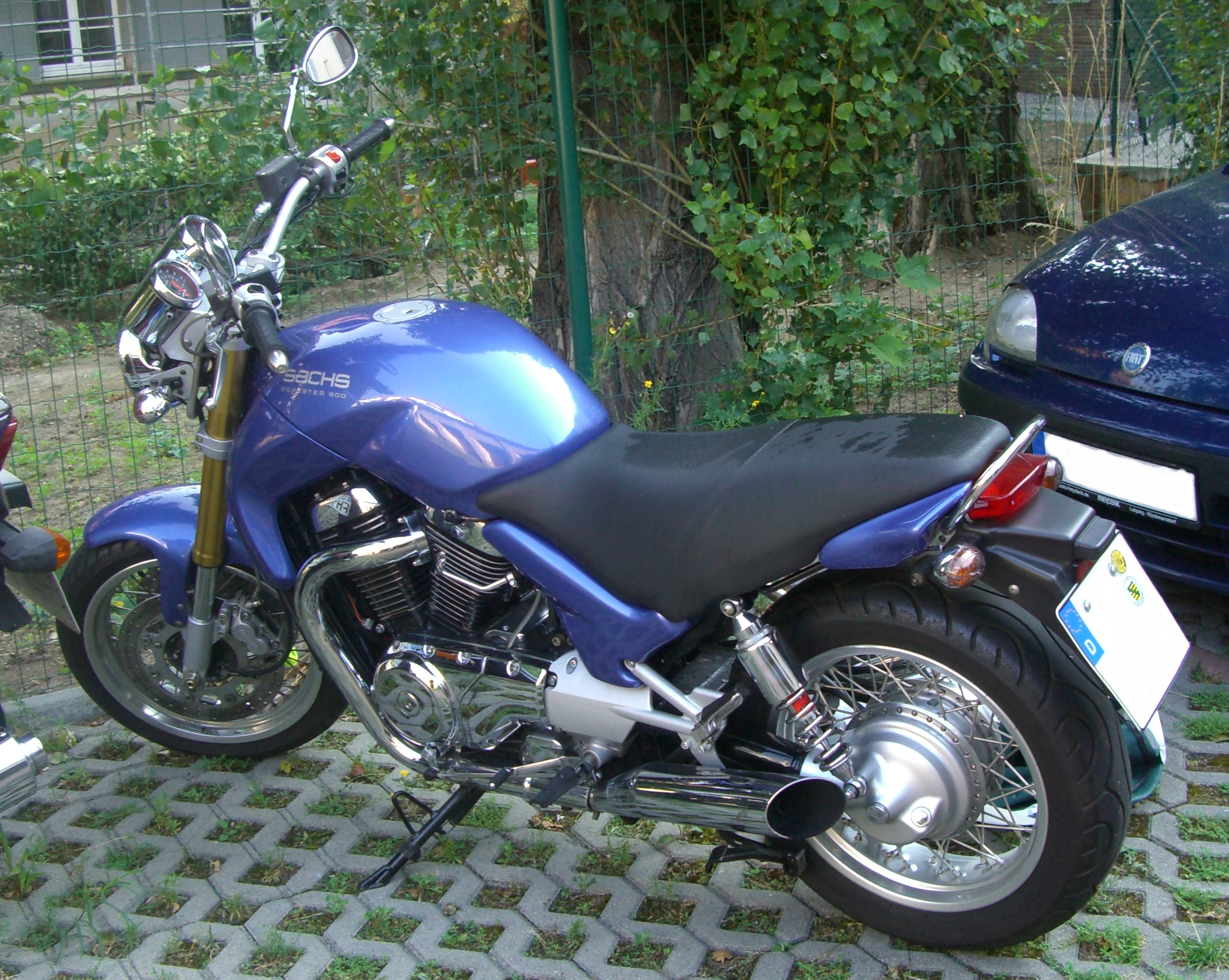
Sachs Roadster 800

Sachs Bikes entstand 1995 aus dem Nürnberger Motorrad- und Fahrradhersteller Hercules, welcher bereits 1958 vom Schweinfurter Industriekonzern Fichtel & Sachs übernommen wurde. Nachdem Fichtel & Sachs 1991 vollständig von Mannesmann übernommen worden war, verkaufte 1995 der nun als Mannesmann Sachs firmierende Hercules-Mutterkonzern die Marke Hercules sowie die Fahrradproduktion an die niederländische ATAG Cycle Group (heutige Accell). Die verbliebene Kraftradproduktion firmierte seitdem als Sachs Fahrzeug- und Motorentechnik GmbH, die Krafträder wurden seitdem unter der Marke Sachs Bikes statt Hercules verkauft.
Im Oktober 2000 übernahm die HSS Verwaltungs GmbH die Sachs Fahrzeug- und Motorentechnik GmbH. Im Jahr 2002 wurde für die Münch Motorrad Technik GmbH (Würzburg) eine Kleinserie der Münch Mammut 2000 hergestellt. Im Juni 2006 musste Sachs Bikes Insolvenz anmelden. Nach einem Management Buy Out (MBO) wurde der seit über hundert Jahren produzierende Motorfahrzeughersteller zum 1. Januar 2007 vom bisherigen Management übernommen, mit der Zielsetzung, sich verstärkt im Rollersegment zu positionieren. 2008 wurde das Insolvenzverfahren eingestellt und die Firma von Sachs Fahrzeug- und Motorentechnik GmbH zu SFM GmbH geändert.

## Geschäftsfelder
Neben der Produktion einiger eigener Modelle war Sachs Bikes auch eine Zeit lang Generalimporteur der französischen Motorradmarke Voxan, der Motorrollerfirma Malaguti und der chinesischen Firma Huanan Motors und vertrieb ebenso Kleinstautos der italienischen Marke Italcar (bis 2006 Tasso), welche mit der 2005 eingeführten Führerscheinklasse S bewegt werden dürfen.

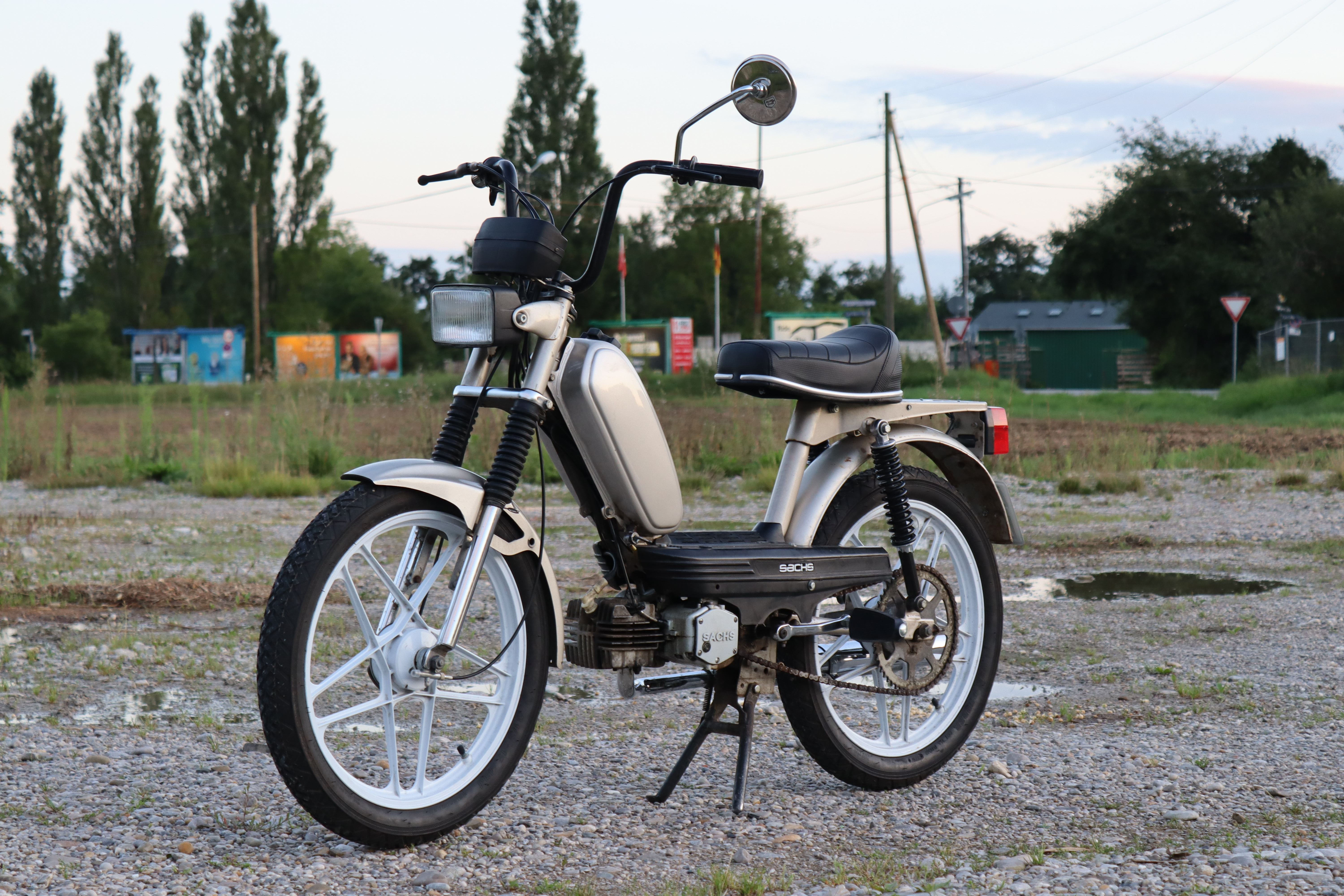
Sachs Prima 4

Neben den bekannten Modellen mit Verbrennungsmotoren hat die Sachs Fahrzeug- und Motorentechnik GmbH auch an verschiedene Baureihen einspuriger Elektrofahrzeuge gearbeitet. Für das "Sachs ELO-Bike Touring" wurde Sachs Bikes 2002 als Testsieger auf der IFMA in Köln ausgezeichnet, 2005 folgte dann der Umweltpreis der Stadt Nürnberg.

## Modelle
- Sachs SX-1
- Sachs XTC 125: 4-Takt-125er-Sportmotorrad (zeitweise als 2-Takt-Version und auch als Naked Bike erhältlich)
- Sachs X-Road 125: Mischung aus Supermoto, Naked Bike und Sportmotorrad mit dem Motor der XTC 125
- Sachs XTC 50: 4-Takt-50-cm³-Mokick
- MadAss: Außergewöhnlich aussehendes Schaltmokick
- Sachs MadAss 125 - 125er Version des meistverkauften Schaltmokicks Deutschlands[8]
- Saxy 25/45: klassisches Mofa
- Sachs Prima: Mofa (eh. Hercules Prima (2-5; GT))
- Sachs Prima G3: Mofa (eh. Hercules Prima G3)
- Sachs 49er: 50-cm³-Roller
- Sachs Speedforce 50
- Sachs Speedforce R 50
- Sachs Speedjet 50
- Sachs Speedjet R 50
- Sachs Speedjet RS
- Sachs KX 5 (KX 50/Classic): (1995–2001)[9]
- Sachs ZX 50
- Sachs XTC 125: 2-Takt
- Sachs XTC 125: 2-Takt Naked
- Sachs XTC 125: 4-Takt
- Sachs ZX und ZZ 125
- Sachs Roadster 125
- Sachs Roadster 650: (2000) – Einzylinder-Allrounder
- Sachs Roadster 800/Sachs b-805/Sachs s-805
- Sachs Beast 1000, Konzeptstudie (2000)
- Sachs Dirty Devil 125 CR
- Sachs Dirty Devil Phatt 125
- Sachs Bee 50
- Sachs Bee 125
- ATV 4rock 450 (2007)
- ATV 4rock 650 (2007)
- Sachs Quattrocento: Motorradroller mit 400 cm³ (2007)
- Sachs Saxonette